# Michael Ogio
Michael Ogio, född 7 juli 1942, död 18 februari 2017 i Port Moresby, var en papuansk politiker som var Papua Nya Guineas generalguvernör från 2010 fram till sin död.